# Waterpissebedden
Asellidae is een familie van pissebedden, en een van de grootste families van pissebedden die leven in zoetwater. De familie omvat vele taxa die voorkomen in zowel boven- als ondergrondse zoetwaterhabitats in Noord-Amerika en Europa.
Deze soorten zijn alleseters en voeden zich over het algemeen met ontbindend plantweefsel, bacteriën en schimmels, maar ook met sommige levende planten zoals waterpest en algen. Jonge waterpissebedden voeden zich vaak met fecaal afval. Natuurlijke vijanden zijn platwormen, bloedzuigers, vissen en watervogels.

## Taxa
De familie omvat deze geslachten:
- Asellus Geoffroy, 1762
- Baicalasellus Stammer, 1932
- Bragasellus Henry & Magniez, 1968
- Caecidotea Packard, 1871
- Calasellus Bowman, 1981
- Chthonasellus Argano & Messana, 1991
- Columbasellus Lewis, Martin & Wetzer, 2003
- Gallasellus Henry & Magniez, 1977
- Lirceolus Bowman & Longley, 1976
- Lirceus Rafinesque-Schmaltz, 1820
- Mancasellus Harger, 1876
- Nipponasellus Matsumoto, 1962
- Phreatoasellus Matsumoto, 1962
- Phreatosasellus Matsomoto, 1962
- Proasellus Dudich, 1925
- Psammasellus Braga, 1968
- Remasellus Bowman & Sket, 1985
- Salmasellus Bowman, 1975
- Sibirasellus Henry & Magniez, 1993
- Stygasellus Chappuis, 1943
- Synasellus Braga, 1944
- Uenasellus Matsumoto, 1962